# ネルソン・オヨー
ネルソン・オヨー（Nelson Oyoo、1994年6月26日 - ）は、ケニアのラグビーユニオン選手。

## プロフィール
- ケニア・ナイロビ出身[2]。
- ポジションはスタンドオフ(SO)。
- 身長 180cm、体重 82kg

## 略歴
2021年、東京五輪の7人制ケニア代表に選ばれた。